# Collecorvino
Collecorvino ist eine italienische Gemeinde in der Provinz Pescara. Sie hat 6013 Einwohner und umfasst 32 km². Die Gemeinde liegt in der Nähe von Loreto Aprutino und Cappelle sul Tavo.
Die Nachbargemeinden sind: Cappelle sul Tavo, Città Sant’Angelo, Elice, Loreto Aprutino, Moscufo und Picciano.

## Geschichte
Die Anfänge der Siedlung stammen aus dem 11. Jahrhundert, als Corbino Longobardo sich auf einem Hügel östlich von Loreto Aprutino niederließ und das Dorf befestigte, das er „Corvino“ nannte. Die Gegend entwickelte sich im 19. Jahrhundert, es wurden fast alle Häuser komplett renoviert. Die Stadt hat ihren mittelalterlichen Stadtkern größtenteils erhalten können. Die Kirchen Sant’Andrea Apostolo und San Rocco stammen aus dem 15. und 16. Jahrhundert. An der Spitze des Dorfes steht die alte Burg aus dem vierzehnten Jahrhundert, die mehrere Transformationen bis ins 18. Jahrhundert durchlaufen hat und gleich daneben steht auch ein Aussichtsturm.

## Sehenswürdigkeiten

Bilder von Collecorvino
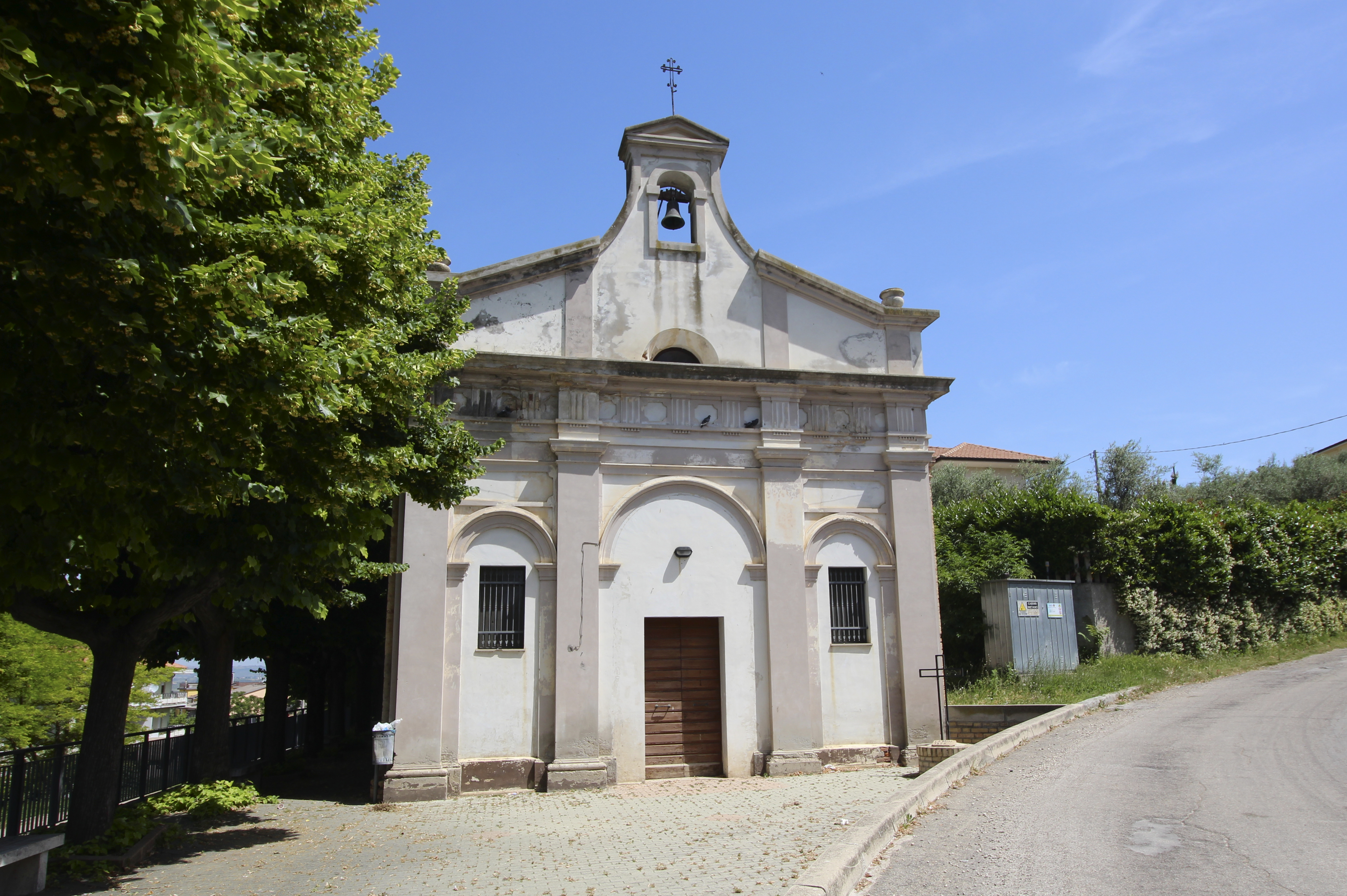
Die Kirche San Rocco
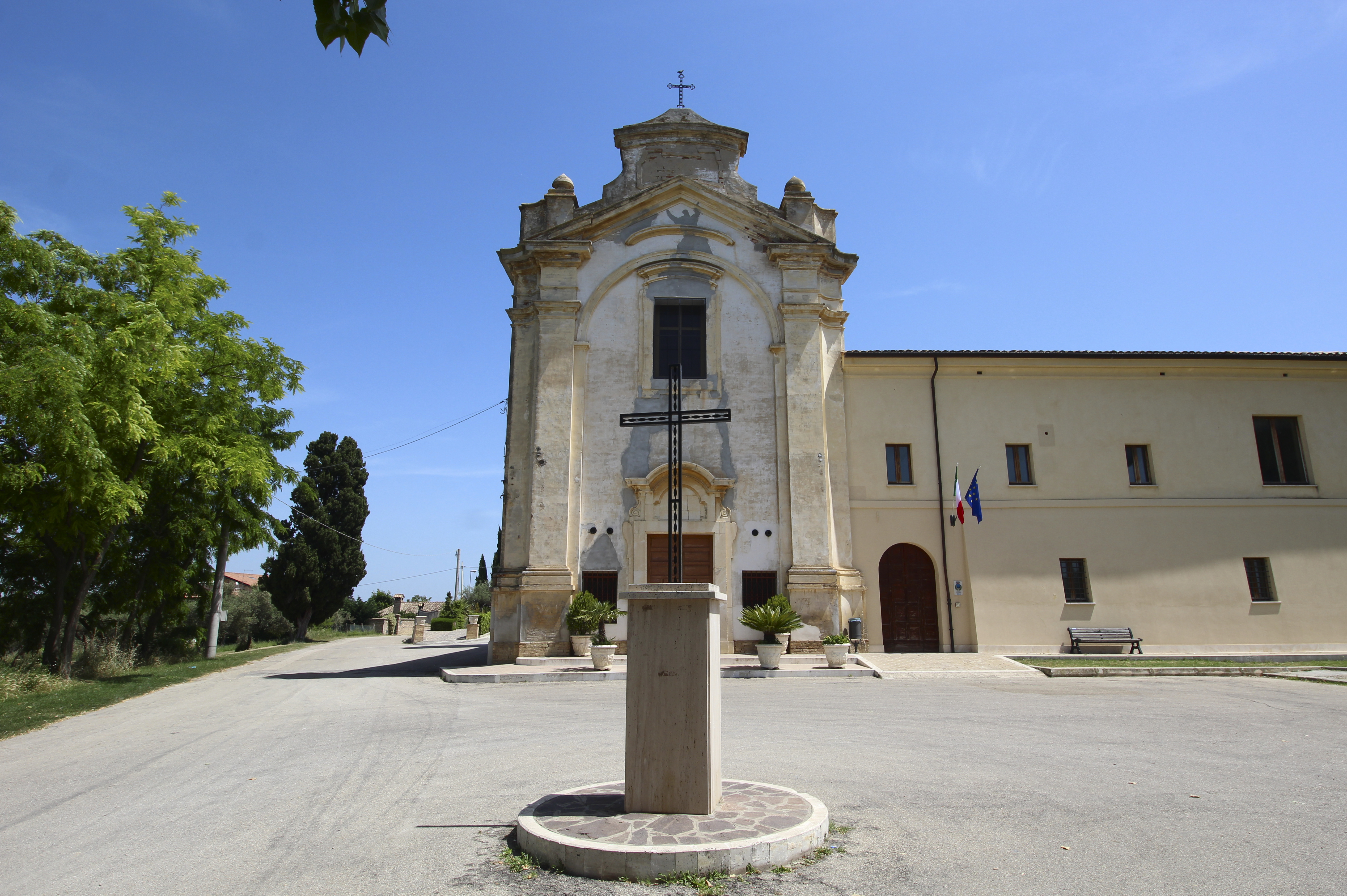
Die Kirche Sant’Antonio Abate e Sant’Antonio da Padava, Teil des Konventes von San Patrignano

## Weinbau
In der Gemeinde werden Reben der Sorte Montepulciano für den DOC-Wein Montepulciano d’Abruzzo angebaut.